# Val (opevnění)

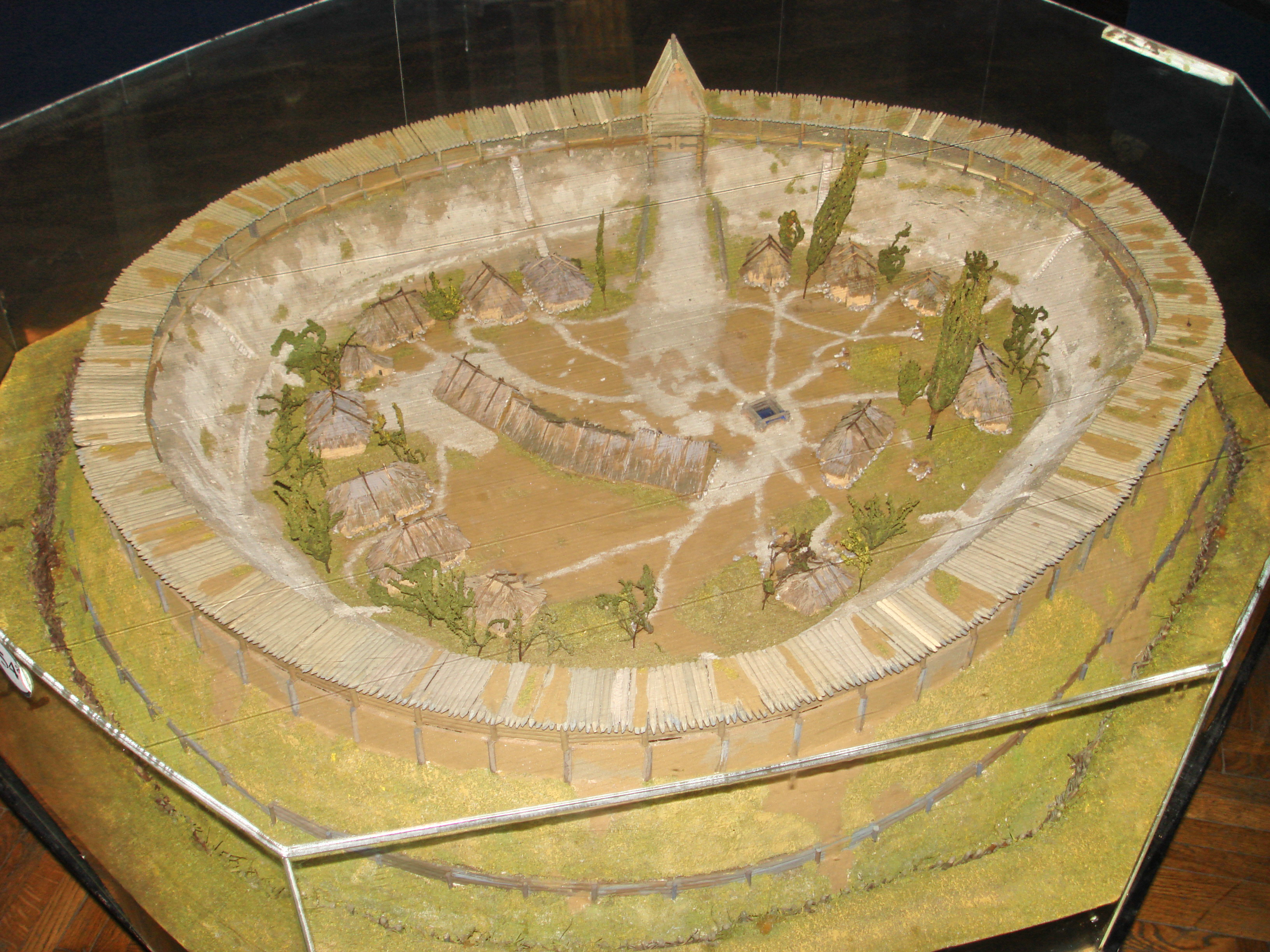
Model dřevohlinitých hradeb pravěkého sídliště (Echimauti v Moldavsku)

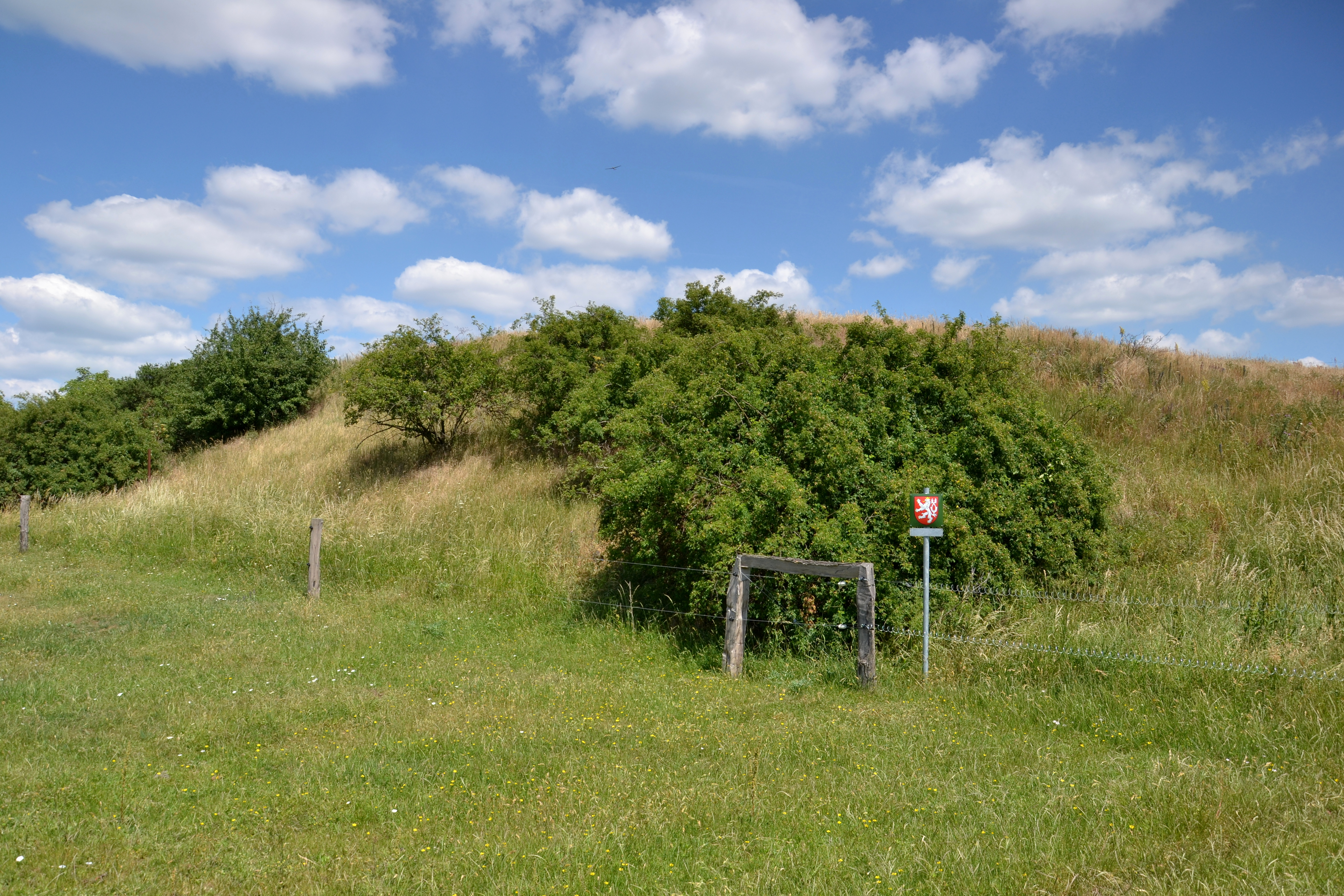
Výrazné těleso valu v Hradci u Kadaně

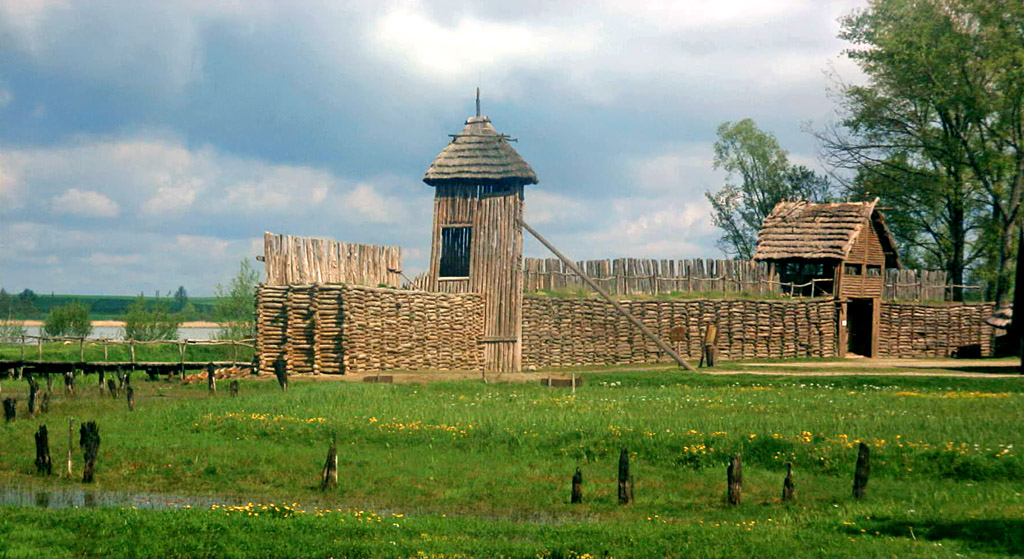
Rekonstrukce raně středověké hradby hradiště v polském Biskupinu

Val (z lat. vallum, hradba, val) je v pevnostním stavitelství obranný násyp, často vyztužený kůly, trámy nebo zdivem. Val býval často na vnější hraně příkopu, protože vznikal z materiálu vykopaného v příkopu. Na hřebeni ("koruně") mohl být val opatřen ještě palisádou. Valy se užívaly už od pravěku, ve vrcholném středověku je nahrazovala hradba, ale s vývojem dělostřelectví v 15. a 16. století se stavitelé opět vraceli k valům v kombinaci s hradbou, které dělostřelbě lépe odolávaly. Jako "valy" se často označují i poslední pozůstatky starých hradů a pevností, i když ve skutečnosti mohly vzniknout rozpadem hradeb.

## Pravěké a raně středověké valy
Archeologie původně považovala valy za jeden ze způsobů opevňování pravěkých a raně středověkých hradišť. Podle dochované podoby je dělila na kamenné, hliněné a spečené. Pozdější archeologické výzkumy prokázaly, že dochované "valy" jsou často pozůstatky destruovaných hradeb tvořených původně dřevěnou konstrukcí vyplněnou nasypaným materiálem a na čelní, popřípadě i zadní straně, zpevněné zdí z nasucho kladených kamenů nebo dřevěnou stěnou.
U spečených valů se předpokládalo úmyslné založení požáru, jehož cílem bylo zvýšení pevnosti stavby. Podle archeologických nálezů však byla velká část požárů rozsahem omezená a vedla spíše k destrukci hradby než k jejímu zpevnění. Na řadě lokalit byly nalezeny důkazy, že hradba poškozená požárem byla později opravena. Předpokládá se, že většina požárů souvisí s vojenskými akcemi, ale některá hradiště mohla být úmyslně zapálena při dobrovolném odchodu jeho obyvatel.

## Vrcholně středověké valy

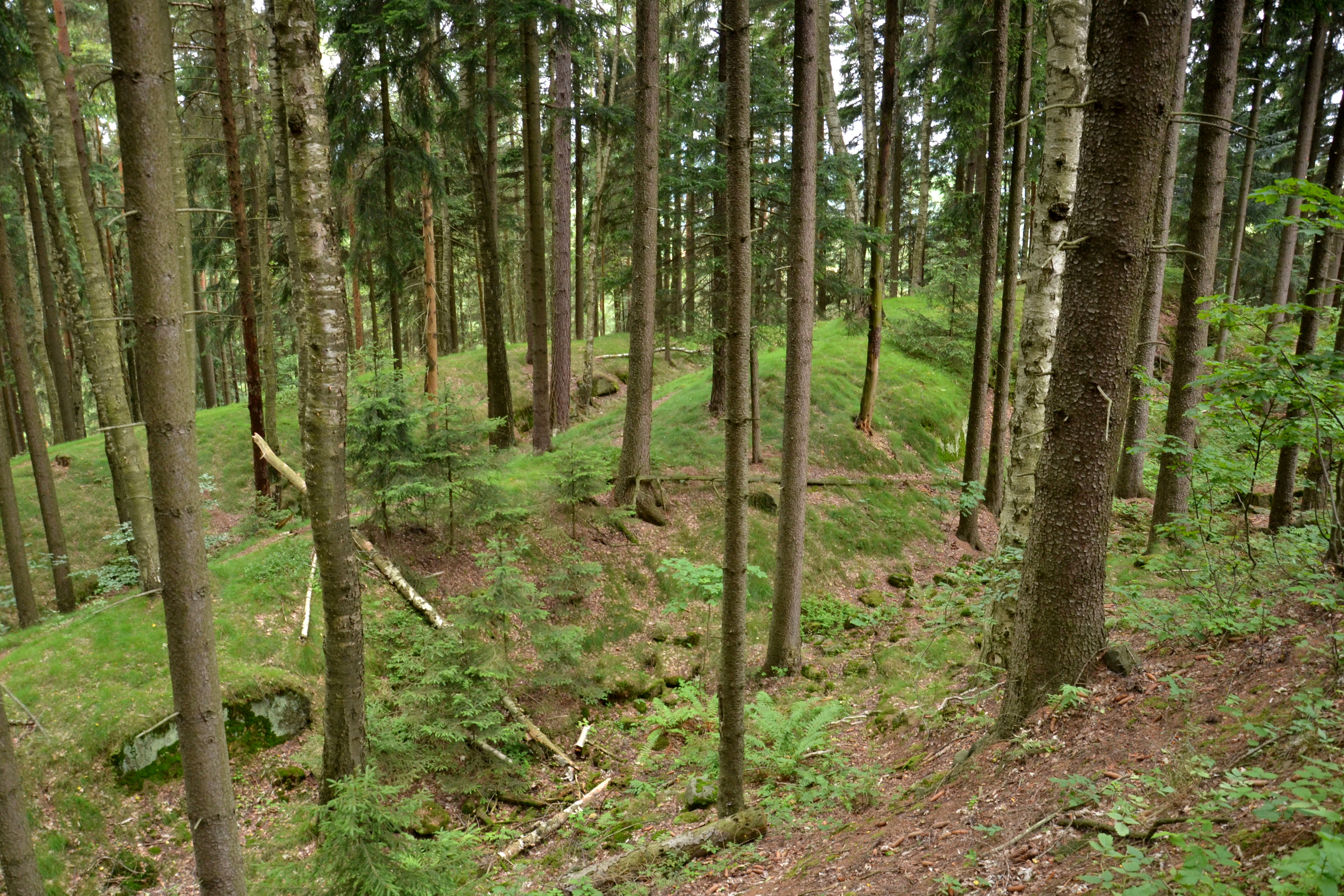
Zdvojené příkopy a valy hradu Adršpach

S nástupem výstavby vrcholně středověkých hradů začaly být upřednostňovány kamenné hradby doplněné zemním opevněním, které plnilo pouze pomocnou funkci nebo bylo využíváno u méně kvalitních a nenáročných objektů. Při stavbě  některých českých hradů přechodného typu byla u valu ještě použita vnější kamenná zeď, ale bylo upuštěno od stavby vnitřní konstrukce. Valy začaly mít podobu prostého násypu, jehož svahy mohly být v případě potřeby zpevněny drny, dřevem nebo obezdívkou. Valy bývaly obvykle umístěné na vnější straně příkopu, při jehož hloubení se získával materiál k navršení tělesa valu. Vrchol valu mohlo lemovat lehčí opevnění v podobě palisády nebo polského plotu.
Větší roli začaly valy hrát s rozvojem dělostřelby v průběhu patnáctého století, protože dokázaly odolávat ostřelování lépe než kamenné zdi, v případě potřeby umožnily obráncům rozmístit vlastní děla a svou hmotou mohly krýt důležité stavby hradu.